# اشاره هشداردهنده
اشاره هشداردهنده (انگلیسی: The High Sign) یک فیلم کمدی کوتاه به کارگردانی باستر کیتون و ادوارد اف کلاین است که در سال ۱۹۲۱ منتشر شد. از بازیگران آن می‌توان به باستر کیتون، بارتین بورکت و ال سنت جان اشاره کرد.